# Luxembourg Open Air

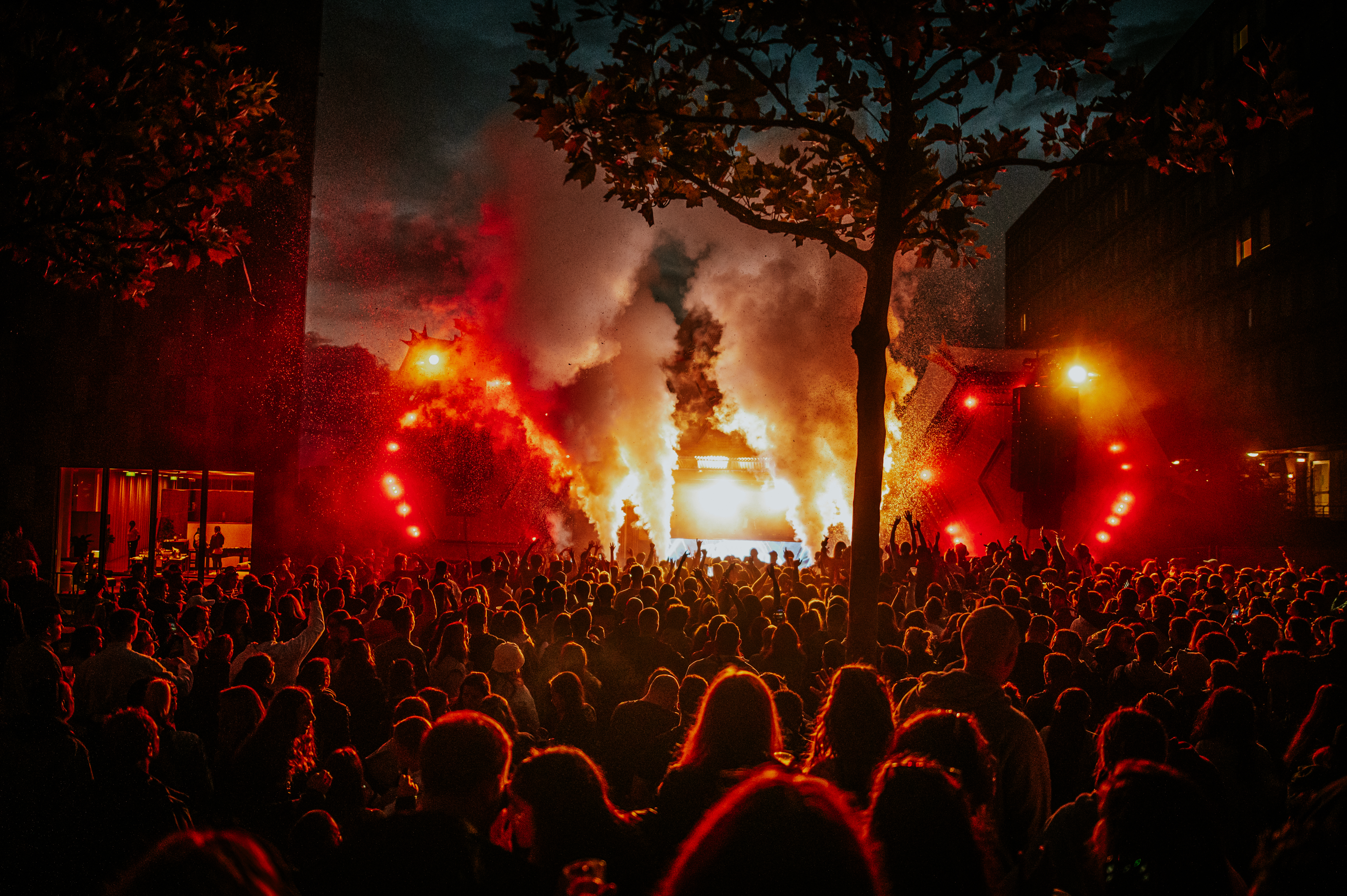
Luxembourg Open Air

Luxembourg Open Air (kurz: LOA) ist ein jährlich stattfindendes Musikfestival der elektronischen Tanzmusik, das seit 2019 in Luxemburg stattfindet. Seit 2022 wird es jährlich in Esch und in Luxemburg Stadt veranstaltet. Mit 12.000 Besuchern zählt es zu den größten Festivals in Luxemburg.  

## Geschichte
Die vier Unternehmer Ivan Cardoso, Sebastian Jacqué, Felix Hemmerling und Tom Wecker haben das Start-up LOA gegründet. Die Idee des Luxembourg Open Air kam dadurch, dass es zu dieser Zeit in Luxemburg eine Lücke an größeren Festivals im Bereich der elektronischen Musik gab.
Die erste Edition des LOA Festivals fand zunächst als eintägiges Festival auf der Place de l’Europe, Kirchberg statt. Am kostenlosen Event traten vor mehreren tausend Besuchern Künstler wie Mike Williams, Brooks und Marnik mit Unterstützung von lokalen DJs auf.
2020 musste die Veranstaltung wegen der COVID-19-Pandemie erst verschoben und schließlich durch einen Livestream am 14. September ersetzt werden. Es legten lokale DJs auf dem Museum Dräi Eechelen auf.
Im September 2021 durfte das, mittlerweile zweitägige, LOA by Post mit einem sanitären Konzept stattfinden. Aufgrund der COVID-19-Pandemie war das Festival auf 2.000 Besucher pro Tag beschränkt. Aufgelegt haben internationale Künstler wie Justin Mylo, Mr. Belt & Wezol und Fabian Farell. Dies war die erste Edition mit kostenpflichtigem Eintritt und ausverkauft.
2022 fand das Luxembourg Open Air an zwei Standorten in Luxemburg statt. Die erste Edition in der Gemeinde Esch fand am 6. und 7. Mai 2022 auf der Place de l’Académie, Belval unter dem Namen LOA Esch statt. Das Festival wurde in Zusammenarbeit mit der Gemeinde und dem Syndicat d’Initiative von Esch-sur-Alzette organisiert. Es traten Künstler wie Fedde Le Grand, Blasterjaxx, Tujamo, Julian Jordan und Mike Williams auf. Das Festival findet neben alten Hochöfen und Hochhäusern statt.
Am 9. und 10. September 2022 folgte das LOA by Post an seinem ursprünglichen Ort in Luxemburg Stadt. Künstler wie Felix Jaehn, Hugel, Yves V und Dannic legten auf der Bühne auf.

## Daten & Line-up
| Name        | Datum                  | Besucher                      | Line-up                                                                                                  |
| ----------- | ---------------------- | ----------------------------- | --- |
| LOA         | 14. September 2019     | 5.000                         | Mike Williams, Brooks, Marnik, Lovra, Danko                                                              |
| LOA         | 12. September 2020     | / (Livestream Event)          | Dasic, D3lmate, Ironik                                                                                   |
| LOA by POST | 11.–12. September 2021 | 4.000 (COVID-19-Beschränkung) | Quintino, Justin Mylo, Mr. Belt & Wezol, Maqossa, Fabian Farell, Smack                                   |
| LOA Esch    | 6.–7. Mai 2022         | 10.000                        | Fedde Le Grand, Blasterjaxx, Tujamo, Julian Jordan, Mike Williams, Mattn, Danko, Rowen Clark             |
| LOA by POST | 9.–10. September 2022  | 12.000                        | Felix Jaehn, Hugel, Yves V, Dannic, Kream, DJ Licious, David Puentez, Noel Holler, Sick Individuals, Guz |